# Тара (подводная лодка)
П-801 «Та́ра» (сербохорв. П-801 Тара / P-801 Tara), до 1945 года П-2 «Небо́йша» (сербохорв. П-2 Небојша / P-2 Nebojša) — югославская дизель-электрическая подводная лодка типа «Храбри», вторая в своём классе. Была построена британской компанией Vickers-Armstrong Naval Yard на заводе в Ньюкасл-апон-Тайне (Великобритания) и спущена на воду в 1927 году. Конструкция подводной лодки была основана на британских подводных лодках типа L, два задела которых как раз использовались для сборки двух субмарин типа «Храбри». Подлодка была оснащена шестью носовыми 533-мм торпедными аппаратами, двумя 102-мм корабельными орудиями и пулемётом, глубина погружения достигала 60 м.
В довоенные годы «Небойша» нанесла несколько визитов в порты Средиземноморья. В ходе Апрельской войны 1941 года она избежала интернирования итальянцами и ушла в состав британского флота, где играла роль учебного судна. В 1945 году её вернули в состав ВМС Югославии, где она получила имя «Тара». До 1954 года она использовалась как учебное судно, в 1958 году была разрезана на металл.

## Конструкция
До середины 1920-х годов какой-либо политики в развитии Королевских ВМС Югославии не было, хотя считалось, что контроль над побережьем Адриатического моря при ограниченных ресурсах становился первостепенной задачей. В 1926 году была принята небольшая 10-летняя программа строительства подводных лодок, миноносцев, морских бомбардировщиков и торпедоносцев для обеспечения безопасности югославского побережья. Подводные лодки типа «Храбри» стали одним из новейших приобретений для Югославии, которые могли принять этот новый вызов.
Подводная лодка «Небойша» (сербохорв. Небојша / Nebojša, букв. «Бесстрашный») была построена в 1927 году по заказу Королевства сербов, хорватов и словенцев британской компанией Vickers-Armstrong Naval Yard в Ньюкасл-апон-Тайне (Великобритания). Конструкция этой подлодки основывалась на конструкции британских подводных лодок типа L, а для строительства использовался задел подлодки HMS L-68, заказ на строительство которой был отменён британцами. Как и подводная лодка «Храбри» (головной корабль проекта), подлодка «Небойша» имела следующие главные размерения: длина — 72,05 м, ширина — 7,32 м, осадка в надводном положении — 3,96 м. Водоизмещение составляло 991 т в надводном положении и 1183 т при погружении. Экипаж состоял из 45 человек. Глубина погружения составляла 60 м.
Главную энергетическую установку подлодок типа «Храбри» составляли два дизельных двигателя (в надводном положении) и два электромотора (в подводном положении). Мощность дизельных двигателей составляла 1800 кВт, мощность электромоторов — 1200 кВт. Они позволяли развивать лодке скорость 15,7 узлов в надводном положении и 10 узлов в подводном положении. Вооружение составляли шесть носовых торпедных аппаратов калибром 533 мм (каждая субмарина могла нести до 12 торпед на борту), два 102-мм палубных орудия (одно на носу, второе на корме) и один пулемёт. Дальность плавания достигала 3800 морских миль при скорости 10 узлов.

## Служба
Спуск подводной лодки «Небойша» состоялся в 1927 году, и она стала второй подлодкой ВМС Королевства сербов, хорватов и словенцев (Королевские военно-морские силы Югославии). В конце января 1928 года «Храбри» и «Небойша» отплыли из Ньюкасла вместе с плавучей базой подводных лодок «Хвар». Они прибыли в Которский залив 8 апреля 1928 года. В мае—июне 1929 года «Храбри», «Небойша» и «Хвар» вместе с шестью миноносцами сопровождали крейсер «Далмация» во время его путешествия к островам Мальта, Корфу (Ионическое море) и Бизерта (Французский протекторат Тунис). Британский военно-морской атташе отметил, что корабли и их экипажи во время пребывания у берегов Мальты произвели на него очень хорошее впечатление. 16 мая 1930 года «Небойша» участвовала в учениях в Которском заливе на перископной глубине, когда столкнулась с пароходом. Никто не пострадал, однако лодка лишилась носового 102-мм орудия, которое буквально было снесено. В доках Которского залива были проведены восстановительные работы.
В июне—июле 1930 года «Храбри», «Небойша» и вспомогательное судно «Ситница» снова совершили круиз по Средиземному морю, посетив Александрию и Бейрут. В 1932 году британский военно-морской атташе сообщил, что в связи с сокращением бюджета югославские корабли провели только небольшое количество учений, манёвров или учебных стрельб. В сентябре 1933 года «Небойша» и ещё одна югославская подводная лодка «Осветник» совершили путешествие по южной части Центрального Средиземноморья. В августе 1936 года они посетили греческий остров Корфу.
В апреле 1941 года в Югославию вторглись страны блока оси. «Небойша» и ещё два торпедных катера типа «Орьен» сумели избежать интернирования итальянцами в Которском заливе и скрылись в заливе Суда на острове Крит 23 апреля, куда добирались в течение 8 дней. Итальянцы же заявляли, что уничтожили весь югославский флот. После прибытия на Крит «Небойша» отправилась в Александрию, где командование британского флота признало субмарину непригодной для ведения боевых действий. Премьер-министр Великобритании Уинстон Черчилль заявил, что экипаж подлодки можно было бы переобучить и перевести на недавно захваченную немецкую подводную лодку типа VIIC HMS Graph (бывшая U-570), однако эту идею вскоре отвергли. «Небойша» базировалась в Валлетте (Мальта) и использовалась как учебное судно в рамках учений по борьбе против подводных лодок, неся службу во 2-й (в 1942 году) и 3-й флотилиях подводных лодок (в 1943 году) британского флота. Вплоть до конца войны она продолжала службу в Средиземноморье, но её обязанности не выходили за рамки обязанностей учебного судна.
После войны «Небойша» была отбуксирована в Бари, а оттуда в августе 1945 года в Сплит, где её отремонтировали, дали новое имя «Тара» и номер 801. Лодка затем перешла в Пулу на полуостров Истрия в Северной Адриатике. Она также использовалась как учебное судно для обучения подводников ВМС СФРЮ, пока в 1954 году не была исключена из списков ВМС. В конце службы с неё сняли одно из орудий. В 1958 году подлодка «Небойша» окончательно была утилизирована и разрезана на металл.

## Память
В 2011 году к 70-летию со дня вступления Югославии во Вторую мировую войну в Белградском военном музее была организована выставка, на которой экспонатом было и знамя с «Небойши». В апреле 2013 года к 85-летию со дня прибытия первых югославских подводных лодок в Которский залив в Тивате прошли памятные мероприятия, на которых присутствовали бывшие подводники ВМС Югославии.

### Книги
- Paul Akermann. Encyclopedia of British Submarines 1901–1955. — Penzance, Cornwall: Periscope Publishing, 2002. — ISBN 978-0-907771-42-5.
- Erminio Bagnasco. Submarines of World War Two. — Annapolis, Maryland: Naval Institute Press, 1977. — ISBN 978-0-87021-962-7.
- Clay Blair. Hitler's U-Boat War: The Hunters, 1939–1942. — New York: Random House, 1996. — ISBN 978-0-297-86621-3.
- Paul E. Fontenoy. Submarines: An Illustrated History of Their Impact. — Santa Barbara, California: ABC-CLIO, 2007. — ISBN 978-1-85109-563-6.
- Zvonimir Freivogel. Warships of the Royal Yugoslav Navy 1918–1945 (англ.). — Zagreb, Croatia: Despot Infinitus, 2020. — Vol. 1. — ISBN 978-953-8218-72-9.
- Conway's All the World's Fighting Ships, 1947–1982: The Warsaw Pact and Non-Aligned Nations / ed. Robert Gardiner. — Annapolis, Maryland: Naval Institute Press, 1983.
- Jane's Publishing. Jane's Fighting Ships 1963–64. — London, England: Jane's Publishing, 1963.
- Yugoslavia Political Diaries 1918–1965 / ed. Robert L. Jarman. — Slough, Berkshire: Archives Edition, 1997a. — Т. 1. — ISBN 978-1-85207-950-5.
- Yugoslavia Political Diaries 1918–1965 / ed. Robert L. Jarman. — Slough, Berkshire: Archives Edition, 1997b. — Т. 2. — ISBN 978-1-85207-950-5.
- Christopher F. Shores, Brian Cull, Nicola Malizia. Air War for Yugoslavia, Greece, and Crete, 1940–41. — London, England: Grub Street, 1987. — ISBN 978-0-948817-07-6.
- Nigel Thomas. Foreign Volunteers of the Allied Forces, 1939–45. — London, England: Osprey, 1991. — ISBN 978-1-85532-136-6.
- Jozo Tomasevich. War and Revolution in Yugoslavia, 1941–1945: The Chetniks (англ.). — Stanford, California: Stanford University Press, 1975. — ISBN 978-0-8047-0857-9.
- Marek Twardowski. Yugoslavia // Conway's All the World's Fighting Ships, 1922–1946 / ed. Roger Chesneau. — London, England: Conway Maritime Press, 1980. — ISBN 978-0-85177-146-5.
- H. P. Willmott. The Last Century of Sea Power: From Washington to Tokyo, 1922–1945. — Bloomington, Indiana: Indiana University Press, 2010. — ISBN 978-0-253-35214-9.

### Периодические издания
- A. G. Hood. The Jugo-Slavian Submarines Hrabri and Nebojsa (англ.) // The Shipbuilder and Marine Engine-builder. — London, England: Shipbuilder Press, 1928. — Iss. 35.
- The Ottawa Journal. Official Reports (англ.). — Ottawa, Ontario, 1941. — 1 May (iss. 56, no. 121). — ISSN 0841-4572.